# 第20回ベルリン国際映画祭
第20回ベルリン国際映画祭（独：Internationale Filmfestspiele Berlin 1970, 英：20th Berlin International Film Festival）は1970年6月26日から7月7日までの開催予定だったが、審査員団が閉幕二日前の7月5日に辞任したためコンペティション部門は中止され、主要な賞は授与されなかった。

## 概要

### 『o.k.』スキャンダルと映画祭の中止
1970年のベルリン国際映画祭では、コンペティション部門で上映されたミヒャエル・ヘルホーファンの作品『o.k.』をめぐって混乱が起き、映画祭は受賞作を決定しないまま中断された。
この作品は西ドイツ製作の戦争映画で、一人の少女が兵士達にレイプされ殺害される事件を扱っていた。映画の舞台は西ドイツ南部のバイエルンに設定されているものの、ベトナム戦争中の1966年11月にベトナムで実際に起きた米兵による誘拐レイプ殺害事件（192高地虐殺事件）を題材としているのは明白であり、“反ベトナム戦争映画”と言える作品だった。この作品が6月30日に上映されると、翌7月1日、アメリカ人映画監督のジョージ・スティーヴンスを審査委員長とする審査員団は審査員9名による投票結果に基づき、映画祭の作品選出委員会に対して、コンペティション出品作品を再検討するように求めた。そのため審査員団への批判、他の監督たちによる出品の取り下げ、検閲をめぐる論争、さらに若者たちが映画館を占拠するなどの抗議行動が発生した。結果として映画祭終了の2日前、7月5日に審査員たちが辞任したため、金熊賞をはじめとする各賞の選出は行われない事態となった。その後、受賞作不在の事態はベルリン国際映画祭で発生していない。
こうした混乱を受けて映画祭は、翌年の第21回から「ヤング・フォーラム」部門（のちに「フォーラム」部門に改称）を新設した。

## 上映作品

### コンペティション部門
長編映画のみ記載。アルファベット順。邦題がついていない場合は原題の下に () 付きで英題。
| 題名 原題                                                 | 監督                                                        | 製作国                     |
| --------------------------------------------------------- | ----------------------------------------------------------- | -------------------------- |
| Aranyer din Ratri (Days and Nights in the Forest)         | サタジット・レイ                                            | インド                     |
| Baltutlämningen (A Baltic Tragedy)                        | ヨハン・ベルゲンストラール                                  | スウェーデン               |
| Black Out                                                 | ジャン＝ルイ・ロワ                                          | スイス                     |
| ボルサリーノ Borsalino                                    | ジャック・ドレー                                            | フランス                   |
| 地の群れ                                                  | 熊井啓                                                      | 日本                       |
| Dionysus                                                  | ブライアン・デ・パルマ                                      | アメリカ合衆国             |
| El Chacal de Nahueltoro                                   | ミゲル・リッティン                                          | チリ メキシコ              |
| El Extraño caso del doctor Fausto                         | ゴンサロ・スアレス                                          | スペイン                   |
| 純愛日記 En kärlekshistoria                               | ロイ・アンダーソン                                          | スウェーデン               |
| 暗殺の森 Il conformista                                   | ベルナルド・ベルトルッチ                                    | イタリア フランス 西ドイツ |
| Klann - grand guignol                                     | パトリック・ルドゥー                                        | フランス ベルギー          |
| L'urlo (The Howl)                                         | ティント・ブラス                                            | イタリア                   |
| エデン、その後 L'éden et après                            | アラン・ロブ＝グリエ                                        | フランス チェコスロバキア  |
| ジュールの恋人 La ragazza di nome Giulio                  | トニーノ・ヴァレリ                                          | イタリア                   |
| Le Temps de mourir (The Time to Die)                      | アンドレ・ファルワジ                                        | フランス                   |
| Los Herederos (The Inheritors)                            | デイヴィッド・スティーヴェル                                | アルゼンチン               |
| O Profeta da Fome (The Prophet of Hunger)                 | Maurice Capovila                                            | ブラジル                   |
| o.k.                                                      | ミヒャエル・ヘルホーファン                                  | 西ドイツ                   |
| Ore'ach B'Onah Metah (Customer of the Off Season)         | モーシェ・ミズラヒ                                          | イスラエル フランス        |
| Os Deuses E Os Mortos (Gods and the Dead)                 | ルイ・グエッラ                                              | ブラジル                   |
| 青春の渚 Out of It                                        | ポール・ウィリアムス                                        | アメリカ合衆国             |
| 何故R氏は発作的に人を殺したか？ Warum läuft Herr R. Amok? | ミハエル・フェングラー ライナー・ヴェルナー・ファスビンダー | 西ドイツ                   |

## 審査員
- ジョージ・スティーヴンス (アメリカ/監督) - 審査委員長
- Klaus Hebecker (西ドイツ/ジャーナリスト・映画評論家[注釈 6])
- David Neves (ブラジル/監督)
- アルベルト・ラットゥアーダ (イタリア/監督)
- ドゥシャン・マカヴェイエフ (ユーゴスラヴィア/監督)
- ビリー・ホワイトロー (イギリス/女優)
- Manfred Durniok (西ドイツ/プロデューサー)
- Véra Volmane (フランス/ジャーナリスト)
- Gunnar Oldin (スウェーデン/ジャーナリスト・映画評論家[注釈 7])